# كفلي
الكِفلي أو الكِبْفَرل لفافة خبز خميرة تقليدية تُلف على شكل هلال قبل الخَبز.

## الأسماء
تسمى هذه اللفة أو المعجنات:
- كفلي في المجرية
- كِبفل باللغة الألمانية في جنوب تيرول إيطاليا [1]
- كِبفَرل باللغة الألمانية النمساوية[1][2]
- كِفلة في الكرواتية والبوسنية والصربية [3]
- كِفلة باللغة البلغارية
- كِفلة باللغة المقدونية
- كِفلة باللغة الألبانية
- جِفل باللغة الدنمَركية [4] والسويدية
- روجال أو رُجَليك باللغة البولندية
- رُهليك بالتشيكية [5]
- rožok باللغة السلوفاكية [6]
- رُجَليك باللغة الروسية
- رُهَلْيَك الأوكرانية
- القَرن بالنرويجية
- القُرَين بالألمانية [1]